# Ворца
Ворца — деревня в Ярском районе Удмуртии. Административный центр Ворцинского сельского поселения.

## География
Деревня находится на берегу реки Лекма, на расстоянии 14 км к югу от села Яр, административного центра района. Абсолютная высота — 143 м над уровнем моря.

### Часовой пояс
Деревня Ворца, как и вся Удмуртия, находится в часовой зоне МСК+1. Смещение применяемого времени относительно UTC составляет +4:00.

## Улицы
| - ул. Набережная, - ул. Полевая, - ул. Рябиновская, - ул. Советская, | - ул. Татарская, - ул. Угловая, - ул. Флора Васильева, - ул. Чапаевская. |

## Население
| 2010 | 2012 |
| ---- | ---- |
| 369  | ↘354 |

## Известные уроженцы
- Федотов, Михаил Иванович (1958—1995) — советский и российский поэт[6].